# Trichosia rotunda
Trichosia rotunda är en tvåvingeart som beskrevs av Werner Mohrig 1991. Trichosia rotunda ingår i släktet Trichosia och familjen sorgmyggor.
Artens utbredningsområde är Turkmenistan. Inga underarter finns listade i Catalogue of Life.